# Euphaedra flava
Euphaedra flava är en fjärilsart som beskrevs av Abel Dufrane 1933. Euphaedra flava ingår i släktet Euphaedra och familjen praktfjärilar. Inga underarter finns listade i Catalogue of Life.